# Lincoln Park (Colorado)
Lincoln Park es un lugar designado por el censo del condado de Fremont, Colorado, Estados Unidos. Según el censo de 2020, tiene una población de 3934 habitantes.
Forma parte del Área micropolitana de Cañon City.

## Geografía
Está ubicado en las coordenadas 38°25′31″N 105°12′47″O / 38.42528, -105.21306 (38.425182, -105.213083).

## Demografía
Según la estimación 2018-2022 de la Oficina del Censo, los ingresos medios de los hogares son de $79,408 y los ingresos medios de las familias son de $92,155. Alrededor del 14.8% de la población está por debajo de la línea de pobreza.